# Conseil national de sécurité (Congo)
Pour les articles homonymes, voir Conseil de sécurité nationale.
Le Conseil national de sécurité (CNS) est une structure qui coiffe l’ensemble des services[Quoi ?] congolais, civils et militaires. Organisé en deux pôles principaux, sécurité intérieure et sécurité extérieure, il est composé de quinze membres régulièrement réunis sous la présidence de Denis Sassou Nguesso.
Elle est dirigée par son secrétaire général, le vice-amiral Jean-Dominique Okemba, neveu du chef de l'Etat.